# 한국컴퓨터게임학회
한국컴퓨터게임학회(Korean Society for Computer Game)는 게임제작이론 및 요소기술의 학문적 연구와 산업적 게임개발 기술의 보급으로 게임상품의 고급화와 국제경쟁 향상을 목적으로 1998년 8월 7일 설립된 대한민국 문화체육관광부 소관의 사단법인이다. 사무실은 서울특별시 강남구 역삼동 649-14 한일빌딩 5층에 있다. 우리나라 최초의 컴퓨터게임관련 학회로 창립되었다. 2001년부터 학회 논문지를 발행하고 있으며, 2029년까지 한국연구재단(KCI) 등재지로 선정되어 발행되고 있다. 초대회장 장영달 국회의원, 부회장 이원형 교수, 현재 2대회장은 이원형 교수이다. 학회 홈페이지는 www.kscg.info이다. open access journal 이므로 학회홈페지에서 발행 논문을 열람할 수 있다.

## 주요 사업
- 학회지 및 논문지 발간
- 게임제작기술에 관한 논문 및 학술발표회의 개최
- 게임제작 발표회 개최
- 국내/국제 게임전시회 개최 등